# 明星電気
明星電気株式会社（めいせいでんき）は、日本の気象観測機器、衛星観測機器、計測機器等のメーカー。

## 概要
長年にわたり日本の科学衛星、惑星探査機の観測装置を手がけてきた。ラジオゾンデや地震計、気象観測装置などに強く、日本国内においては根強いシェアを持つ。国産ラジオゾンデ製造会社の老舗のうちの1社であり、現在もラジオゾンデを生産している国内メーカーは当社のみである。
2012年6月からIHIの連結子会社。2021年8月1日にIHIの完全子会社となり、2021年7月29日付で上場廃止（東証2部）となった。

## 所在地
- 本社 - 群馬県伊勢崎市長沼町2223
- 東京事業所 - 東京都江東区豊洲3丁目1番1号 豊洲IHIビル10階

本社は生産拠点である伊勢崎工場となっているが、営業部門は、東京事業所に置く。

## 沿革
- 1938年2月20日 - 東京市蒲田区下丸子に資本金30万円で設立。
- 1939年 - ラジオゾンデの製造販売を開始する。
- 1945年 - 空襲により工場を焼失。群馬県伊勢崎市に本社・工場を移転。
- 1946年 - 東京都大田区大森に本社を移転。
- 1962年 - 東京証券取引所2部上場。
- 1964年 - 茨城県北相馬郡守谷町大字守谷（現・守谷市百合ケ丘三丁目）に工場を建設。
- 1992年 - 関係会社「メイセイ・エンジニアリング（後の明星マネジメントサービス）」を設立。
- 2005年 - 守谷工場を伊勢崎工場に統合、売却。(その後2007年に守谷工場の跡地にはイオンタウン守谷が建設された。)
- 2012年 - 株式会社IHIの株式公開買い付けに合意し、同社の連結子会社化[1][2]。
- 2020年 - 明星マネジメントサービスを清算。
- 2021年
  - 7月29日 - 東京証券取引所2部上場廃止。
  - 8月1日 - 株式会社IHIとの株式交換により、同社の完全子会社となる[1]。

## 製造機種
- 高層気象観測装置
- 地上気象観測装置
- 地震計・震度計
- 宇宙環境観測装置

その他精密計測システム各種
- 通信関連機器
  - 遠隔監視装置（テレメトリングシステム）
  - PBX（構内交換機）システム、など

※ボタン電話製造の最盛期は、TV・映画の小道具として提供されることが多く、宣伝効果は大きかった。